# 多井畑厄除八幡宮
多井畑厄除八幡宮（たいのはたやくよけはちまんぐう）とは、兵庫県神戸市須磨区多井畑字宮脇に鎮座する神社。通称、多井畑厄神。日本最古の厄除けの霊地。
TwitterとInstagramに公式アカウントあり。

## 祭神
応神天皇（八幡神）　

## 御神徳
厄除け／開運／交通安全／病気平癒

## 由緒
「続日本紀」に「光仁天皇の神護景雲4年（770年）、畿内10箇所に疫神を祭って疫神はらいを行わせた。」と記されており、摂津と播磨の国境もそのひとつである。安元年間、この地に石清水八幡宮を勧請し、神社を創建したことに始まる。摂津と播磨の国境に位置しており、畿内を厄災から守る意味合いがある。
このような由緒が伝わっていたため、厄除けの霊験があるとされた。
江戸時代には、歴代明石藩主の崇敬が篤かったと伝わる。
現在の兵庫県神戸市須磨に配流された在原行平や、一の谷の合戦の際には源義経が祈願したといわれており、日本最古の厄除けの霊地と伝えられている神戸の厄神さん。

## 疫神祭塚
拝殿の左側より階段を上ったところにある。
奈良時代（770年）に、疫病を鎮める儀式をした跡地。ここにはってある水にひな形を浮かべると厄や災いを除け、穢れを祓える。

## ひな形（人型）
人の形の紙（お初穂料200円）に名前と数え年を記入し、拝殿の西側（左側）の階段を上がる。疫神祭塚というところに水が張ってあり、そこに浮かべると厄や災いを除ける。古くは平安時代に、宮廷や貴族の間で陰陽師によってこの行事が行われた。今日一般には、紙で人型を造り本人の代わりとして、これに災い、穢れを移し身代わりとして水に流す。つまり身代わりになる人型。

## 朱印
- 朱印は、拝殿前の社務所にて

（9:00~16:30）。初穂料は500円。
漢字だけの古くからある御朱印と、
新しくできたひな形の絵の御朱印あり。
見開きの切り絵御朱印は千円。
限定粗品つき

## 授与品
- お守りや御札、破魔矢などの授与品も、拝殿前の社務所にて（9:00~16:30）。

## ご祈祷
毎日執り行っており、朝9時~夕方16時半の受付。
ご祈祷後に授与される撤饌の内容は　
多井畑厄神の厄除御札、肌守り、しゃもじ、紋菓
- 厄除ご祈祷

お初穂料8000円　
最近良くないことが続く時や厄年の時など。
- 車のご祈祷

お初穂料1万円　
新車を買った時や事故などが気になる時など。
社務所の前に車をつける必要あり。
交通安全のお守り付き。
- 初宮参り（お宮参り）予約が必要

お初穂料1万円　
赤か青のお守り付き。

## 行事・祭事
- 1月15日 御守札祈祷祭
- 1月16日 神饌餅つき神事。
- 1月18日、1月19日、1月20日 厄除大祭
- 2月17日 祈年祭。五穀豊穣を祈る神道の祭。収穫を感謝する11月の新嘗祭と対になる祭。
- 4月19日 例大祭。もっとも主要な祭りで皇室、国家、国民の安泰と隆昌、繁栄を祈願する。
- 7月18日 夏越祭。茅の輪くぐりが催される。
- 旧暦8月13日 かねたたき。カスリの着物を着た氏子の男児が、太鼓に合わせて鉦を打ち鳴らし唄を唱和しながら町を回り、最後に神社に行灯を奉納する。現在では珍しくなった六斎念仏の原型を残す神事。

## 交通アクセス
神戸市営地下鉄名谷駅・妙法寺駅またはJR須磨駅よりバスで多井畑厄神停留所下車。